# Scalmicauda ignicolor
Scalmicauda ignicolor är en fjärilsart som beskrevs av Sergius G. Kiriakoff 1964. Scalmicauda ignicolor ingår i släktet Scalmicauda och familjen tandspinnare. Inga underarter finns listade.